# Sarny
Sarny (tiếng Ukraina: Сарни) là một thành phố của Ukraina. Thành phố này thuộc tỉnh Rivne. Thành phố này có diện tích ? km2, dân số theo điều tra dân số năm 2001 là 28144 người.